# WKBL 올스타전 2017-18
WKBL 올스타전 2017-18는 16번째 WKBL 올스타전이다. 2017년 12월 24일 인천 신한은행 에스버드의 홈구장인 도원실내체육관에서 개최되었다. 인천에서 개최된 첫 번째 올스타전이다. 핑크스타와 블루스타가 100-100 무승부를 기록하였고, 구슬과 커리가 MVP로 선정되었다. KBS N 스포츠를 통하여 방송되었다.

## 경기
| 2017년 12월 24일 17:00 |

| 리포트 |

| 핑크스타 100, 블루스타 100                       |  |  |  |                                                |
| 쿼터 별 점수: 18–18, 27–31, 30–22, 25–29         |  |  |  |                                                |
| 득점: 과트미 21 리바운드: 쏜튼 14 도움: 김한별 6 |  |  |  | 득점: 강이슬 18 리바운드: 커리 12 도움: 커리 8 |

## 3점슛 콘테스트
지난 대회에서 우승한 이경은은 부상으로 인해 참가하지 못하여, 구리 KDB생명 위너스팀은 3명이 예선에 참가하였다.
| 포지션 | 선수   | 팀                     | 예선 | 결승 |
| ------ | ------ | ---------------------- | ---- | ---- |
| G      | 박혜진 | 아산 우리은행 위비     | 17   | 21   |
| F      | 김아름 | 인천 신한은행 에스버드 | 18   | 12   |
| F      | 한채진 | 구리 KDB생명 위너스    | 18   | 7    |
| F      | 구슬   | 구리 KDB생명 위너스    | 15   | —    |
| F      | 박하나 | 용인 삼성생명 블루밍스 | 15   | —    |
| F      | 강아정 | 청주 KB 스타즈         | 13   | —    |
| F      | 과트미 | 부천 KEB하나은행       | 12   | —    |
| F      | 김보미 | 청주 KB 스타즈         | 12   | —    |
| F      | 노현지 | 구리 KDB생명 위너스    | 12   | —    |
| C      | 최은실 | 아산 우리은행 위비     | 12   | —    |
| F      | 강이슬 | 부천 KEB하나은행       | 10   | —    |
| F      | 쏜튼   | 인천 신한은행 에스버드 | 10   | —    |
| F      | 김한별 | 용인 삼성생명 블루밍스 | 7    | —    |